# Белавино (Орехово-Зуевский городской округ)
Бела́вино — деревня в Орехово-Зуевском муниципальном районе Московской области. Входит в состав сельского поселения Белавинское. Население — 101 чел. (2010).

## Название
Название связано с некалендарным личным именем Белава.

## Расположение
Деревня Белавино расположена в восточной части Орехово-Зуевского района, примерно в 28 км к юго-востоку от города Орехово-Зуево. Высота над уровнем моря 137 м.

## История
До отмены крепостного права жители деревни относились к разряду государственных крестьян. После 1861 года деревня вошла в состав Петровской волости Егорьевского уезда. Приход находился в селе Пашнево.
В 1926 году деревня входила в Белавинский сельсовет Красновской волости Егорьевского уезда.
В 1994—2006 годы Белавино входило в состав Белавинского сельского округа Орехово-Зуевского района.

## Население
В 1885 году в деревне проживало 774 человека, в 1905 году — 889 человек (429 мужчин, 460 женщин), в 1926 году — 710 человек (308 мужчин, 402 женщины). По переписи 2002 года — 120 человек (58 мужчин, 62 женщины).
| 1859 | 1868 | 1885 | 1905 | 1926 | 2002 | 2006 |
| ---- | ---- | ---- | ---- | ---- | ---- | ---- |
| 514  | ↗571 | ↗774 | ↗889 | ↘710 | ↘120 | ↘97  |
| 2010 |      |      |      |      |      |      |
| ↗101 |      |      |      |      |      |      |